# Undervattensfotografering

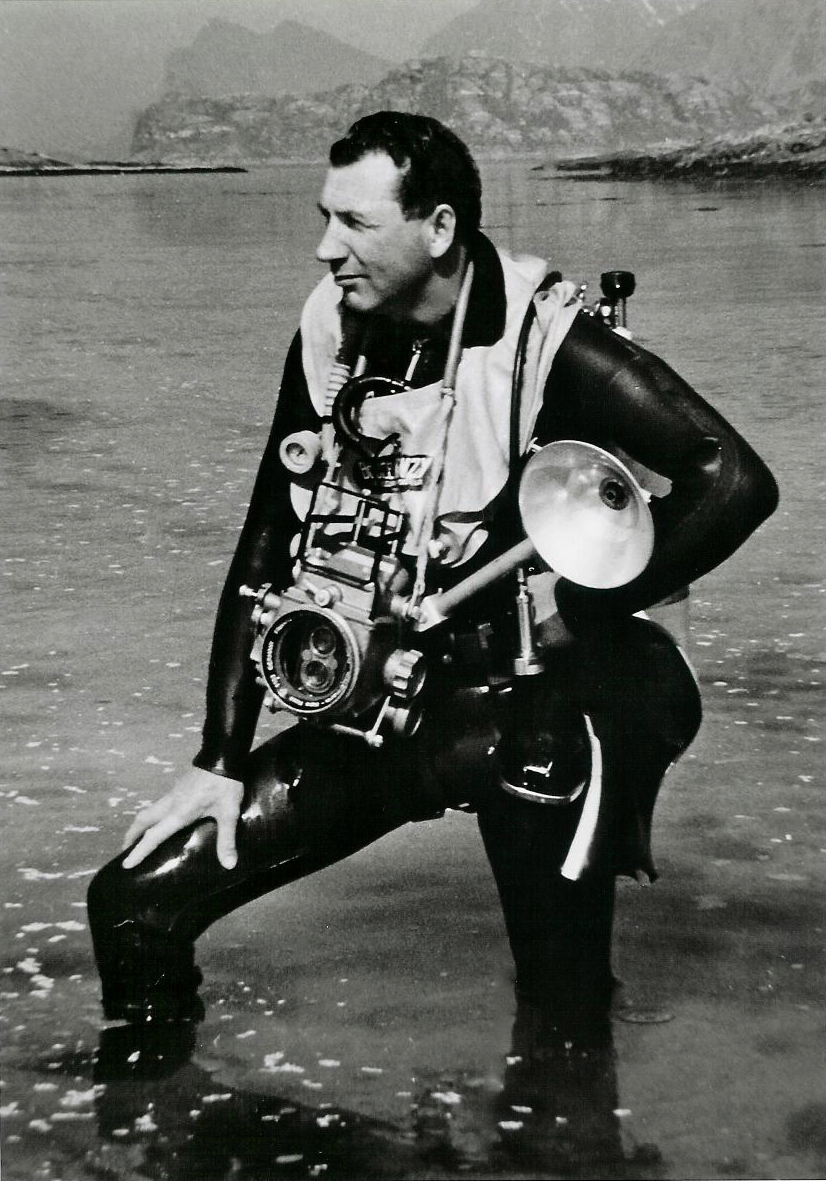
Odd Henrik Johnsen med kamera i ett trycksäkert undervattenshus (1960-talet)

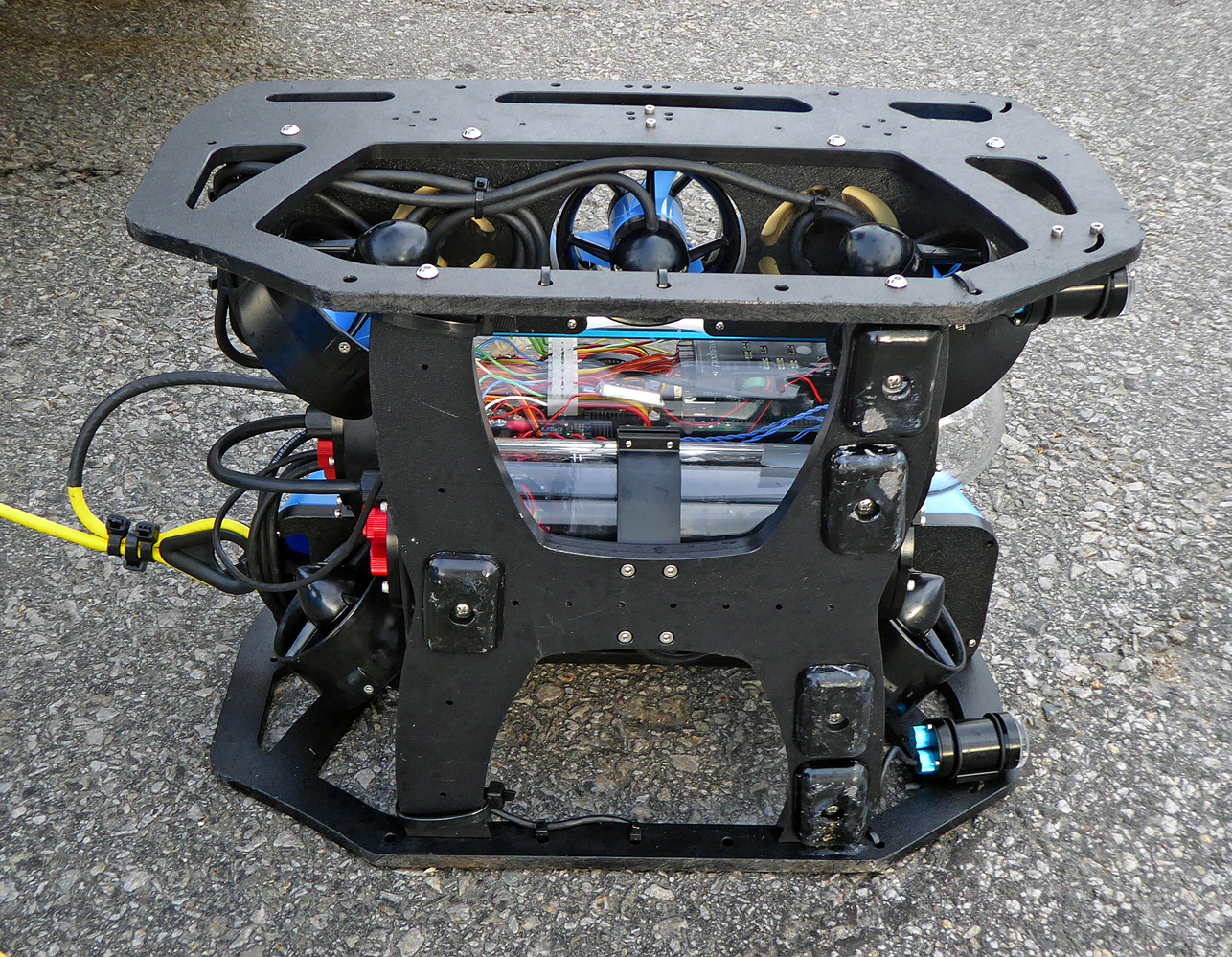
En radiostyrd undervattenskamera tillhörande SLU för forskningsbruk.

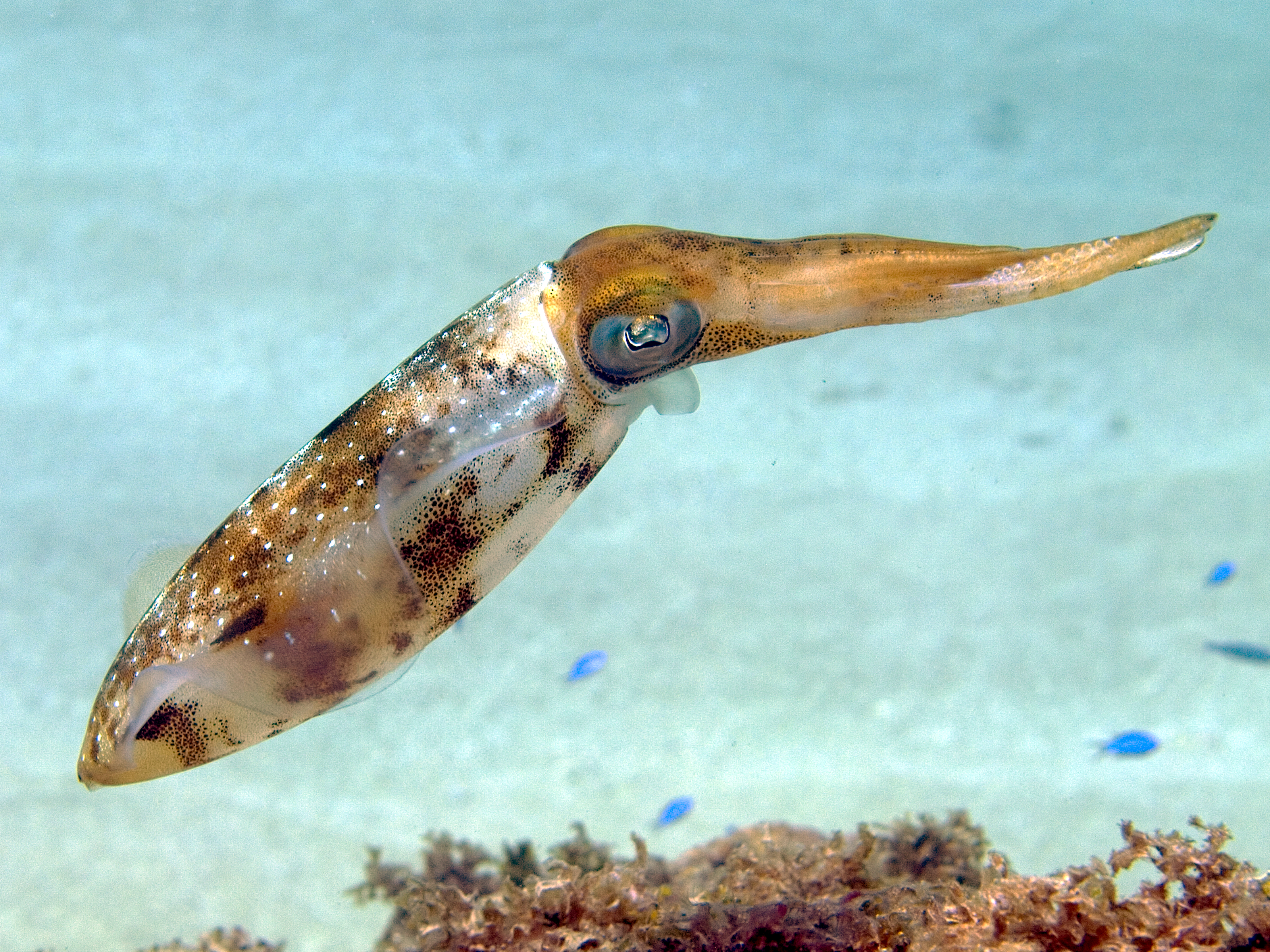
Exempel på undervattensfotografi. En Sepioteuthis sepioidea utanför Cap-Haïtien.

Undervattensfotografering är fotografering som sker under vatten, ofta i samband med dykning.

## Dykarutrustning
Undervattensfotografering kan ske med olika tekniker. Professionell undervattensfotografi sker vanligtvis med småbilds- eller mellanformatskamera i ett trycksäkert undervattenshus. Det finns dykare som tillverkat sådana hus själva. Beskrivningar finnes i böcker och facktidskrifter. Kamera tillverkarna tillhandahåller olika utrustningar. Nikon har gjort en speciell undervattenskamera kallad Nikonos som klarar 50 meters djup.
Gemensamt för undervattensfotografering är behovet av vidvinkelobjektiv.
Vattnet har ett annat brytningsindex än luft och ett 28 mm småbildsobjektiv motsvarar 44 mm i vatten.
Undervattensfotografi kan även ske från en farkost såsom miniubåt. Dessa är ibland fjärrstyrda.
Vatten är ofta grumligt, och ju djupare man befinner sig, desto mörkare blir miljön. Speciellt röda färger blir svåra att se, eftersom rött ljus absorberas effektivt av vatten. För att genomtränga detta dunkel krävs belysningsanordningar såsom blixtar, även på relativt grunt vatten. Sådana anordningar ligger ofta utanför en amatörfotografs resurser.

## Amatörfotografens utrustning
Viss undervattensfotografering kan ske vid strandkanten med endast ett litet genomskinligt kar som hjälpmedel.
Många turistorter har guidade turer med båtar som har en genomskinlig glasbotten; också i dem kan undervattensfotografering ske. Fotohandeln säljer undervattenshus avsedda för snorkling som rymmer en mindre systemkamera. Vid turistorter säljs också vattentäta engångskameror som också kan användas vid snorkling. Det är i princip nödvändigt att ersätta den vanliga sökaren med en referensram (spotsökare) som kan ses genom ett cyklopöga.

## Tävling i undervattensfotografering
SSDF, Svenska Sportdykarförbundet, är ett specialförbund inom Sveriges Riksidrottsförbund och är exklusiv representant för Sverige till CMAS (Confédération Mondiale des Activités Subaquatiques). SSDF annordnar SM i undervattensfotografering varje år och de bästa fotograferna skickas till EM och VM som annordnas av CMAS.